# Phoboscincus garnieri
Phoboscincus garnieri är en ödleart som beskrevs av  Bavay 1869. Phoboscincus garnieri ingår i släktet Phoboscincus och familjen skinkar. IUCN kategoriserar arten globalt som livskraftig. Inga underarter finns listade i Catalogue of Life.